# 山本亮 (ラグビー選手)
山本亮（やまもとりょう、1988年8月19日 - ）は、日本のラグビー選手。
中学1年生からラグビーを始めた。
2007年、東海大学付属仰星高等学校卒業後、東海大学に入る。なお高校時代、高校日本代表候補に選出、第30回高校東西対抗試合に西軍として出場した。
2011年、東海大学卒業後、栗田工業ウォーターガッシュに加入なお東海大学時代の同級生には木津武士、リーチマイケル、三上正貴らがいる。また同年10月29日に行われたジャパントップイースト第1節の三菱重工戦に先発出場で公式戦初出場を果たす。